# Gare de Montreux-Les Planches
La gare de Montreux-Les Planches est une gare ferroviaire située sur le territoire de la commune suisse de Montreux, dans le canton de Vaud.

## Situation ferroviaire

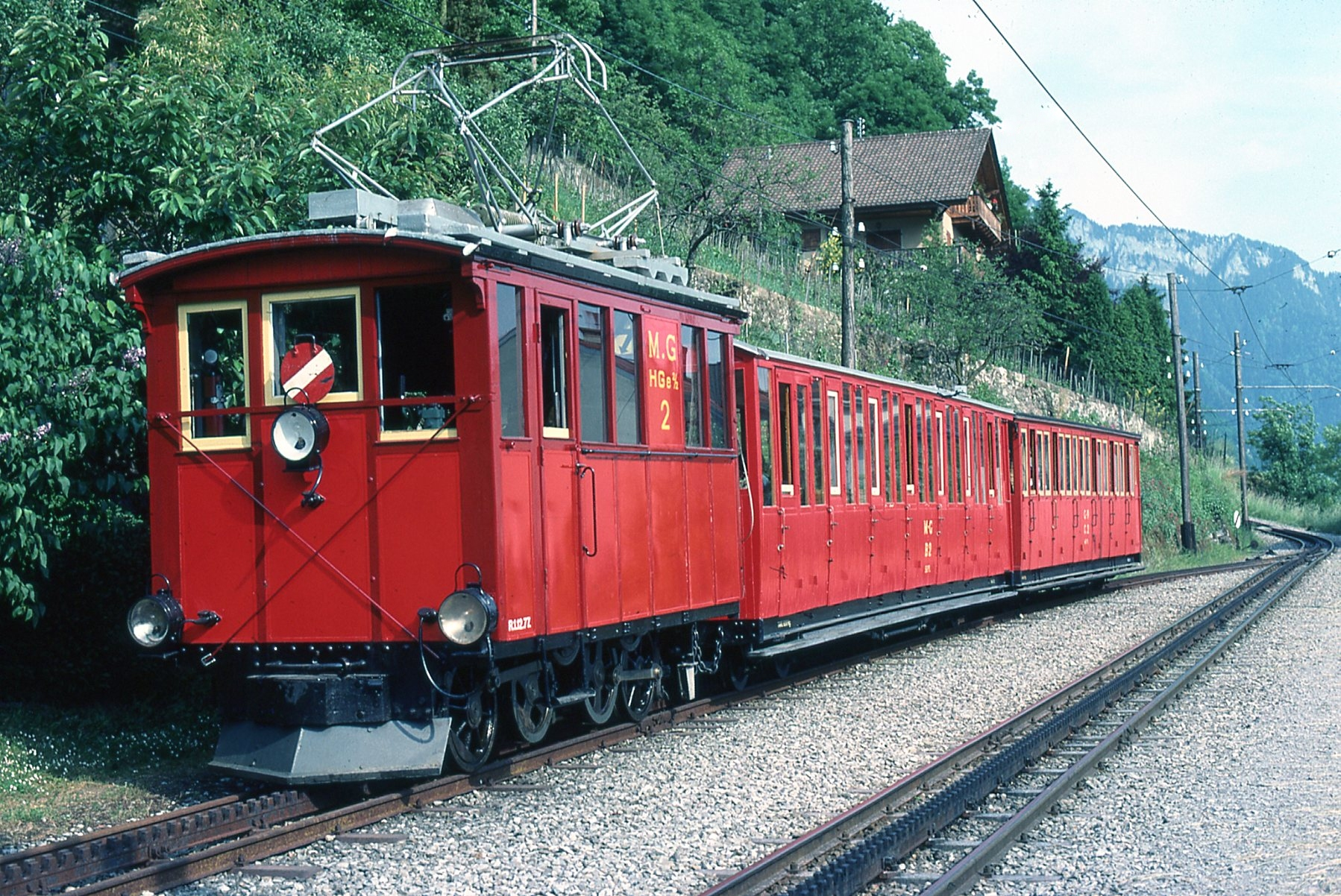
Train sur l'ancienne voie d'évitement.

Établie à 449,8 mètres d'altitude, la gare de Montreux-Les Planches est située au point kilométrique 0,60 de la section de Montreux à Glion sur la ligne Montreux-Glion-Rochers de Naye. Elle est située entre les gares de Montreux et de Toveyre en direction de Glion.
Elle est dotée de deux voies dont une à quai et une en impasse accessible uniquement depuis l'aval. Cette seconde voie constituait auparavant une voie de croisement des trains.

## Histoire
La gare des Montreux-Les Planches a été mise en service en 1909 avec l'ouverture de la ligne de Montreux à Glion. L'électrification de l'entier de la ligne est inaugurée le 25 juillet 1938,. Les compagnies Montreux-Glion (MGI) et Glion-Rochers de Naye (GN) ont fusionné le 27 mai 1988 avant de fusionner une seconde fois avec l'exploitant du funiculaire Territet– Glion (TG) en Montreux-Territet-Glion-Rochers de Naye (MTGN) le 5 juin 1992. Le MTGN a enfin fusionné entre autres avec les Chemins de fer électriques veveysans (CEV) sous le nom de « Transports Montreux-Vevey-Riviera » (MVR) le 1er janvier 2001.

## Service des voyageurs

### Accueil
La gare de Montreux-Les Planches doté d'un petit bâtiment servant d'abri pour attendre le passage du train.
La gare n'est pas accessible aux personnes à mobilité réduite.

### Desserte
La gare est desservie par un train par heure et par sens reliant Montreux aux gares de Caux, Haut-de-Caux ou des Rochers-de-Naye.

### Intermodalité
La gare des Montreux-Les Planches est en correspondance avec la ligne de bus 206 des VMCV à l'arrêt Montreux, Les Planches.